# Mathieu Razanakolona
Mathieu Razanakolona (* 2. August 1986) ist ein kanadisch-madagassischer Skirennläufer. Er war 2006 in Turin der erste Wintersportler, der für Madagaskar bei Olympischen Spielen an den Start ging.
Razanakolona wurde als Sohn einer kanadischen Mutter und eines madagassischen Vaters geboren und wuchs in Kanada auf. Bereits im Kindesalter begann er mit dem Skisport.
Zusammen mit seinem Bruder Philippe gründete er das gemeinnützige Projekt rAzAlpin.org. Die Bühne der Olympischen Winterspiele 2006 sollte genutzt werden, um das Heimatland ihres Vaters in den Blickpunkt der Weltöffentlichkeit zu rücken und Spendengelder für Entwicklungsprojekte zu sammeln.
Seit Dezember 2004 nimmt Razanakolona regelmäßig an den in Kanada ausgetragenen FIS-Rennen teil. Im Januar 2006 gab er sein Debüt im Skiweltcup. Vom Internationalen Skiverband (FIS) bekam er für die Olympischen Winterspiele eine Wildcard. In Turin startete er im Slalom sowie im Riesenslalom. Im Slalom schied er jedoch bereits im ersten Lauf nach einem Torfehler aus. Im Riesenslalom erreichte er Platz 39 mit einem Rückstand von 31,43 Sekunden auf den Olympiasieger Benjamin Raich.
Razanakolona ist Athletenbotschafter der Entwicklungshilfeorganisation Right to Play.